# Suphisellus tenuicornis
Suphisellus tenuicornis là một loài bọ cánh cứng trong họ Noteridae. Loài này được Chevrolat miêu tả khoa học đầu tiên năm 1863.